# Einar Rosenstand
Einar Rosenstand (20. oktober 1887 i København – 27. februar 1953) var en alsidig dansk arkitekt, der både arbejdede i funktionalisme og nationalromantik.
Hans forældre var hospitalsforvalter Andreas Christian Rosenstand og Betty Loria. Han blev murersvend 1906, fik afgang fra Teknisk Skole 1908 og gik på Kunstakademiet i tiden 1907 til 1921. I mellemtiden var han på Kunstgewerbeschule i Hamburg 1910. Rosenstand var i studietiden ansat hos Jens Ingwersen 1906-08, Jens Christian Kofoed 1907, P. Bittorf, Nürnberg 1908-09, G. Radel og Werner Jakstein, Hamburg 1909-12.
Rosenstand arbejdede for Kristoffer Varming 1914-15 og fik egen tegnestue i København 1930. Han var tilsynsførende arkitekt for Svend Sinding ved opførelsen Teknologisk Institut i København 1918 og ligeledes for Albert Oppenheim ved byggeriet af Revisions- og Forvaltningsinstituttet 1918-20, for Arthur Wittmaack & Vilhelm Hvalsøe ved opførelsen af Andelsbanken 1920 og arkitekt hos DSB under K.T. Seest 1920-30. Han var desuden opmand i murernes fagforening, Ordrup Afdeling, medlem af bestyrelsen for Ordrup-Charlottenlund grundejerforening, medlem af Kunstnerforeningen af 18. November og medlem af Gentofte Kommunes sundhedskommission.
Han udstillede værker på Kunstnerforeningen af 18. Novembers udstillinger 1921, 1923 og 1926. Han fik K.A. Larssens legat 1916 og rejste i Tyskland, Italien, Schweiz 1908-09, Hamburg 1909-14 og Sverige, Norge 1916.
Einar Rosenstand giftede sig i Hamburg med skuespiller Emmy Ida Rowold (3. juli 1881 i Hamburg), datter af grosserer Hermann Rowold og Agnes von Dorum.

## Værker
- Luna Park, Pinneberger Chaussee, Altona (1912-14, sammen med Georg Juul Brask, nedrevet)
- Ombygning af Olympia, Tivoli, til Arena teater og biograf (1926-27, brændt 1944)
- Dahl-Jensens Porcelænsfabrik, Frederikssundsvej 288, København (1928, 1932, nedrevet)
- Lorry, Allégade, Frederiksberg (1929, genopbygget efter brand 1944, nu TV studie)
- Kirke, præstebolig, sygehus, butik, Quaanaaq/Thule (1929-31, sammen med Frode Galatius, kirke flyttet til Itivdleq 1962)
- Villa, Christiansholmsvej 5, Klampenborg (1931, præmieret)
- Brasilko, Østergade 36-38, København (1931, sammen med H.P. Jacobsen)
- Tofamiliehuse, Christian X's Allé, Kongens Lyngby (1931-34, sammen med Edgar Jørgensen)
- Bakkekroen, Dyrehavsbakken (1932)
- Indretning af Bernina, Vimmelskaftet, København (1932-34)
- Villa, Bernstorffsvej 39, Hellerup (1933)
- Villa, Hurdlevej 4, Klampenborg (1934)
- Kronborg Havbad, Strandpromenaden, Helsingør (1934)
- Skovriderkroen, Strandvejen 235, Charlottenlund (1936, totalt ombygget)
- Wienerbyen i Virum (1937 sammen med Edgar Jørgensen)
- Villa, Skovgårdsvej 45, Gentofte (1938)
- Omklædningshus, Vangede Idrætsforening, Mosebuen 28B, Vangede (1943)
- Etage- og rækkehuse, Mosegårdsparken, Stolpegårdsvej, Gentofte (1944-50, sammen med Poul Søgaard og Svend Albinus)
- Villa, Strandvejen 186E, Hellerup (1945)
- Nordisk Radio A/S, Finsensvej 39A, Frederiksberg (1946)
- Etageboligbebyggelse, Virum Stationsvej, Virum (sammen med Edgar Jørgensen)
- A/S Torotor, Kollegievej 6, Charlottenlund (1949)
- Etageboligbebyggelse, Panumsvej/Eschrichtsvej, Valby (1949-50)